# Polizeiruf 110: La Paloma
La Paloma ist ein deutscher Kriminalfilm von Ulrich Stark aus dem Jahr 2000. Der Fernsehfilm erschien als 218. Folge der Filmreihe Polizeiruf 110.

## Handlung
Nach einer aufgenommenen Anzeige wegen eines Autodiebstahls bemerken die Streifenpolizisten Sigi Möller und Kalle Küppers zwischen ihrem Einsatzort Volpe und Sülze den sogenannten „Bahnattentäter“, der gerade einen Strommast umsägt und auf den Bahnschienen zu Fall bringt. Beide Polizisten können Schlimmeres verhindern. Kurz darauf übernimmt eine Sonderkommission des Bundeskriminalamts einen Teil der Räume in der Volpener Polizeizentrale, wollen sie von hier aus doch den Täter stellen. Sigi und Kalle haben es unterdessen mit üblichen Fällen zu tun: Als Autodieb erwischen sie den „alten Bekannten“ Ricco, Freund von Nachtbarbesitzerin Alexis. Rentner Franz Plonner wiederum erscheint, um seinen Nachbarn Wilhelm Griebnitz wegen Taubenmordes anzuzeigen. Als die Ermittler zu Griebnitz’ Haus kommen, finden sie den Mann tot vor. Scheinbar wurde er mit einem Spaten erschlagen. Plonner gilt als tatverdächtig, hatte er doch am Tattag Griebnitz’ Gewächshaus in einem Wutanfall mit dem Spaten zerstört.
Sigi und Kalle sind nur halb bei den Ermittlungen. Sigi hat sich mit seiner Freundin Gabi von der Kölner Kriminalpolizei verkracht, seit sie ihn vor einiger Zeit betrogen hatte. Er flirtet seither per E-Mail und unter dem Namen „Bachstelze“ mit der ihm unbekannten E-Mail-Partnerin „La Paloma“. Kalle wiederum ist sich sicher, dass BKA-Beamtin Dr. Ulla Müller-Bertram seinem Charme früher oder später nicht mehr widerstehen kann.
Der Bahnattentäter will mehrere Millionen Mark in verschiedenen Währungen sowie eine festgeschriebene Menge Diamanten von den Ermittlern, um seine Taten einzustellen. Die bereits organisierten Diamanten sieht auch Ricco, der mit Plonner zusammen zur Vernehmung auf dem Revier ist. Er bringt den verzweifelten Plonner, der durch die Vernehmung seine Tauben nicht rechtzeitig füttern kann, dazu, mit ihm zu fliehen. Sigi und Gabi sperren beide in eine Zelle, während sie Kalle als Geisel nehmen. Plonner kehrt nach der Taubenfütterung aufs Polizeirevier zurück, während Ricco verschwunden bleibt. Wenig später meldet sich der Bahnattentäter erneut und gibt Anweisungen zur Übergabe der Diamanten durch. Obwohl das Stimmprofil nicht zum echten Erpresser passt, stimmt Dr. Ulla Müller-Bertram einer Diamantenübergabe zu. Ricco, der der Trittbrettfahrer ist, lotst Ulla zu einem Taubenschlag. Die Diamanten werden schließlich in kleine Säckchen verpackt von den Tauben davongetragen. Ricco, zu dessen Schlag die Tauben gehören, kann fliehen. Der Attentäter wiederum erfährt wenig später, dass „seine“ Diamanten bereits von einem Anderen abgeholt wurden.
Der wohlhabende Karl-August Bewersdorf, der ein Kindergartenfreund Kalles ist und Volpe gerade die Restaurierung des Marktbrunnens finanziert hat, erhält Besuch von Alexis, die ihm einen Diamanten zur Prüfung bringt und andeutet, dass sie noch mehr Edelsteine hat. Alle Tauben sind nämlich in der Zwischenzeit eingetroffen. Sigi und Kalle haben Alexis beschattet, um Ricco wiederzufinden. Nun wird Sigi nicht nur Zeuge vom Treff mit Alexis, sondern ist auch anwesend, als kurz darauf ein Inkasso-Unternehmen vor Karl-Augusts Villa erscheint und das Auto des Mannes pfändet, weil die letzten Leasingraten nicht gezahlt wurden. Eine Überprüfung ergibt, dass Karl-Augusts hochverschuldet ist. Das BKA hat unterdessen ein Hintergrundgeräusch isolieren können, das bei den Erpresseranrufen des Attentäters zu hören war und das wie ein Kratzen und Scheppern klingt.
Sigi und Kalle erfahren den Aufenthaltsort von Alexis. Hier finden sie die Frau und auch Ricco tot vor. Beide wurden augenscheinlich mit Sekt betäubt und anschließend erwürgt. Von den Diamanten fehlt jede Spur. Es wird deutlich, dass der Mörder der beiden auch der Attentäter sein muss, da nur er vom Diebstahl der Diamanten wusste. Beide vermuten, dass Karl-August der Täter ist. Eine Falle – Sigi gibt vor, dass Alexis und Ricco verletzt ins Krankenhaus gebracht wurden – schnappt nicht zu, weil Karl-August von Bürgermeister Huffer erfährt, dass das Paar tot ist. Sigi und Kalle haben dennoch einen Verdacht, so gleicht das Geräusch aus dem Telefonat dem Kratzen von Karl-Augusts Schäferhund, wobei das Halsband scheppert. Sie nehmen das Kratzgeräusch des Hundes auf und erkennen schließlich, dass Karl-August die gestohlenen Diamanten im Hundehalsband versteckt hat. So können sie am Ende dem BKA Karl-August als Täter übergeben und auch die Diamanten beschaffen. Franz Plonners Nachbar Wilhelm Griebnitz wiederum hatte sich seine Spatenverletzungen selbst zugefügt, um Plonner zu belasten, und bei der Aufregung vergessen, seine Medikamente zu nehmen, sodass er infolge eines Herzinfarkts starb. Alle Fälle sind geklärt und Sigi und Gabi eilen los, wollen sie sich doch mit ihrem E-Mail-Partner „Bachstelze“ bzw. „La Paloma“ treffen. Am Ende erkennen sie, dass sie beide sich die ganze Zeit geschrieben haben, und versöhnen sich.

## Produktion

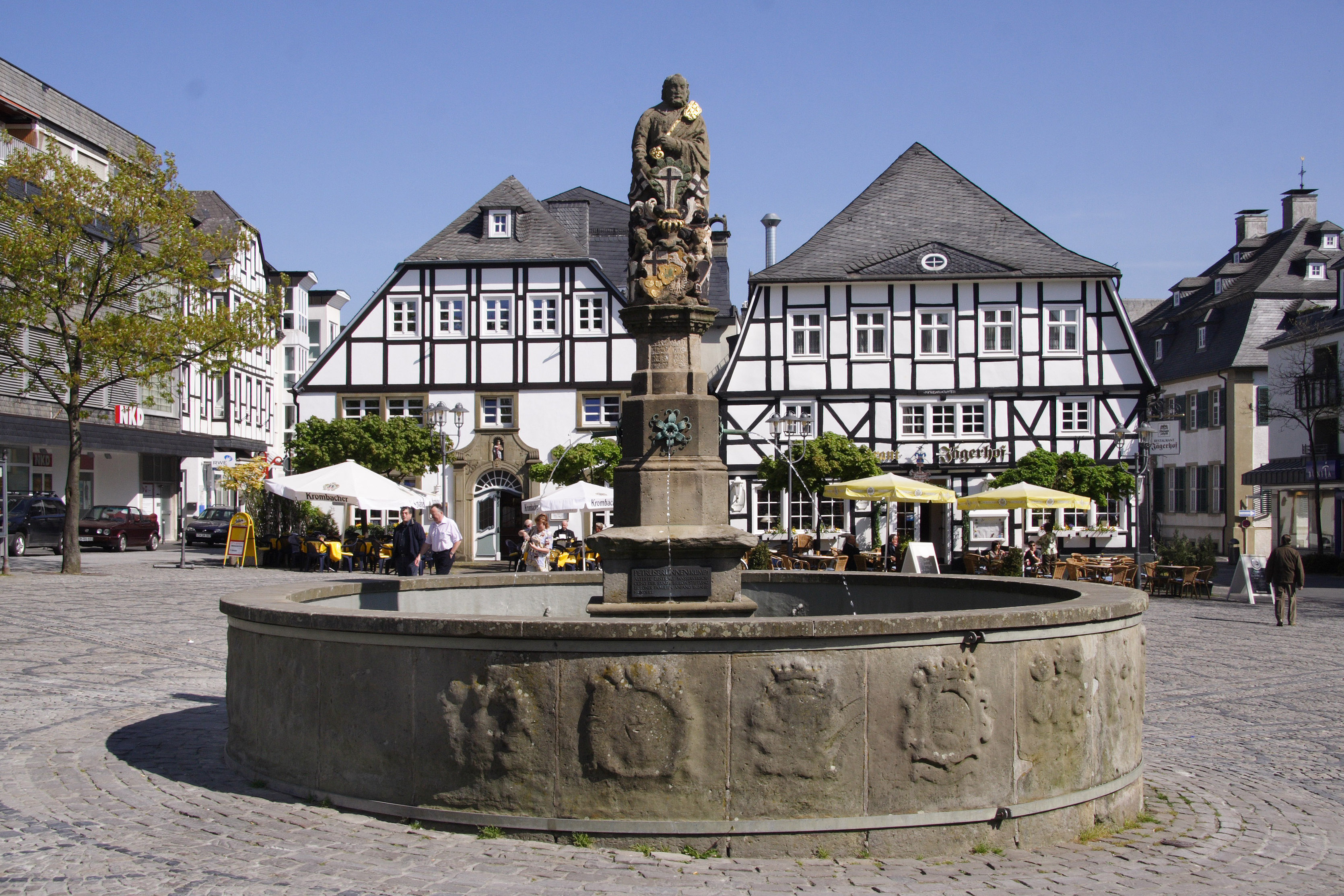
Brilons Marktplatz mit Petrusbrunnen, ein Drehort des Films

La Paloma wurde vom 19. Januar bis 23. Februar 2000 „bei arktischen Temperaturen“ in Brilon und vor allem München gedreht. Der Handlungsort Volpe ist eine fiktive Kleinstadt mit lautlichen Anspielungen an die Kreisstadt Olpe. Im Film sind Züge der Österreichischen Bundesbahnen zu sehen, die als Züge der Deutschen Reichsbahn umgestaltet wurden. Zum Zeitpunkt der Dreharbeiten war die Reichsbahn schon einige Jahre in der Deutschen Bahn aufgegangen und hatte ein neues Logo erhalten. Die Deutsche Bahn wiederum hatte eine Drehgenehmigung mit ihren Zügen „besorgt um ihr durch Unfälle, Verspätungen und echte Erpresser bereits lädiertes Image“ verweigert. Im Nachspann des Films wird neben der Stadt Brilon auch der Österreichischen Bundesbahn gedankt. Die Szenen mit den Zügen wurden teilweise nachts in der Gemeinde Munderfing – am Bahnübergang Wiesenham sowie in Ach und Katztal – gedreht. Die Kostüme des Films schuf Rosemarie Hettmann.
Der Film erlebte am 7. Mai 2000 auf Dem Ersten seine Fernsehpremiere. Die Zuschauerbeteiligung lag bei 19,19 Prozent (= 5,49 Millionen Zuschauer) und war damit nach Formel 1 und der Tagesschau die meistgesehene Sendung des Tages. Am 21. August 2008 erschien der Film in der Reihe Wir in Nordrhein-Westfalen – Unsere gesammelten Werke des WDR auf DVD. Es war die 218. Folge der Filmreihe Polizeiruf 110. Sigi Möller und Kalle Küppers ermittelten in ihrem 5. Fall.

## Kritik
In La Paloma stehe „weniger eine ausgeklügelte Krimi-Handlung im Mittelpunkt, als vielmehr das Spiel der skurrilen Figuren“, stellte die Stuttgarter Zeitung fest, und konstatierte, dass in diesem Film Andreas Kunze „den Vogel ab[schieße]“, da er „der Figur des biederen Hinterwäldlers auch ohne nennenswerte mimische Anstrengungen eine urkomische Gestalt“ abringe. „Die Handlung ist vielschichtig, ironisch, stellenweise beinahe grotesk überzeichnet, voller Witz und Situationskomik. Nie nimmt sich dieser Krimi so ganz ernst, ist dabei amüsant und sehr unterhaltsam“, lobte der Trierische Volksfreund, und stellte fest, dass Sigi Möller und Kalle Küppers auch sechs Jahre nach ihrem Einstand als Ermittler „nichts von ihrer Spritzigkeit eingebüßt“ haben. „Schräge Vögel und absurde Szenen machen den Fall bald zur Nebensache“, befand die TV Spielfilm, und die Leipziger Volkszeitung fasste zusammen: „Schräge Typen, absurde Situationen, witzige Dialoge und pointierte Schnitte geben Ulrich Starks ‚Polizeiruf‘-Krimi eine wohltuende Frische. Das Ganze ist reichlich abgedreht und trotzdem – oder gerade deswegen – erfreulich normal.“
Für die Mitteldeutsche Zeitung war La Paloma ein „verworrener, aber auch unterhaltsamer Fall. […] Es waren aber zu viele Nebenschauplätze, die die Geschichte etwas verwässerten.“ „Die Handlung gleicht einem Irrgarten, aus dem Sigi und Kalle nur heraus finden, weil sie mehr Menschenkenntnis haben als alle Täterprofile des BKA zusammen“, schrieb die Ostthüringer Zeitung. Die Sächsische Zeitung befand, dass der Film „eine schräge Klamotte, [aber] wohl nichts für eingefleischte Krimi-Fans“ sei.